# Zespół klasy ekonomicznej
Zespół klasy ekonomicznej (ang. economy class syndrome, ECS) – schorzenie powodowane przez długotrwałe unieruchomienie, bądź ograniczenie ruchowe (np. w fotelu lotniczym lub autobusowym), które prowadzi do ostrego zapalenia żył głębokich podudzi u osób podróżujących. Jest ono wywołane przez nacisk na tylne powierzchnie uda oraz dół podkolanowy, powodujący zastój krwi żylnej w kończynach dolnych. Czynnikami przyspieszającymi ostre zapalenie żył podudzi są nadkrzepliwość (często wywołana odwodnieniem) oraz miejscowy stan zapalny żyły (prawo patofizjologiczne Virchowa). Schorzenie w skrajnych przypadkach prowadzi do śmierci z powodu zatorowości płucnej wywołanej przez oderwany skrzep. Najbardziej narażeni na wystąpienie ECS są: ludzie starsi, pacjenci z chorobami które sprzyjają zakrzepicy, pacjenci po niedawnych operacjach kończyn dolnych, chorzy na raka, kobiety w ciąży.

## Objawy
- obrzęk stóp (szczególnie wokół kostek),
- ból w dole podkolanowym i łydce (objaw Homansa).

## Zapobieganie
Sposobem na zmniejszenie ryzyka wystąpienia zespołu klasy ekonomicznej jest spożywanie, zarówno przed jak i podczas podróży, odpowiedniej ilości płynów (nie zawierających alkoholu ani kofeiny). Przyjmowanie kwasu acetylosalicowego nie jest zalecane. Powinno się w miarę możliwości chodzić w trakcie podróży i wykonywać ćwiczenia mięśni łydek, również w pozycji siedzącej.